# Мурта Марија
Мурта Марија је насеље у Италији у округу Сасари, региону Сардинија.
Према процени из 2011. у насељу је живело 539 становника. Насеље се налази на надморској висини од 10 м.